# Mergo
Mergo è un comune italiano di 979 abitanti della provincia di Ancona nelle Marche.

## Geografia fisica
Mergo è un castello medievale ubicato per gran parte in area collinare, compresa tra un'altezza massima di 408 m s.l.m., nei pressi della Chiesa di Madonna delle Stelle, e una minima di 136 m s.l.m. lungo la valle del fiume Esino. Distante 28 km dalla cittadina di Fabriano e 50 km dal capoluogo di regione Ancona, Mergo rappresenta il tipico paese dell'entroterra marchigiano, sviluppatosi attraverso gli anni grazie al settore primario.

## Origini del nome
Alcuni studiosi sostengono che il nome derivi dall'antica forma "Mèrago", la cui radice mera indica in latino medievale una zona palustre. Mergo denota quindi un luogo acquitrinoso formatosi dagli straripamenti del fiume Esino.
Inoltre, nello stemma del paese è presente un uccello che dovrebbe rappresentare lo Smergo, volatile della famiglia Anatidi. Si tratta di anatre, attualmente rare in Italia, che potevano trovare il loro ambiente naturale nel fondo valle paludoso. In realtà nello stemma comunale è presente un Merlo.

## Storia

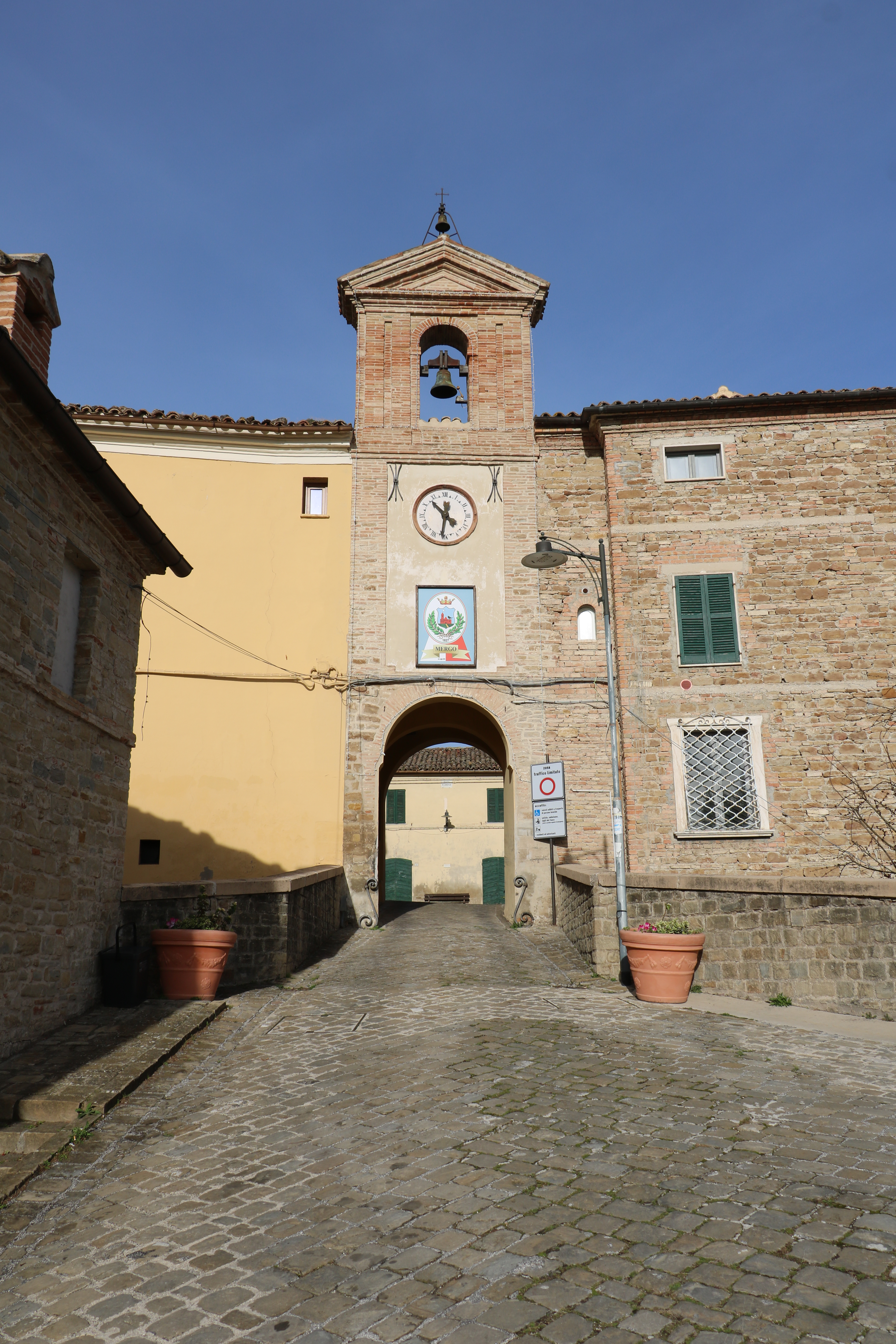
Veduta dell'ingresso al borgo medievale.

Dall'epoca pre-romana l'intera vallesina fu zona di transito e di commercio tra i Greci provenienti da Ancona e Numana, gli Etruschi e gli Umbri.
Nel 295 a.C. si consolidò la presenza dei Romani che sconfissero Etruschi, Umbri, Galli e Sanniti nella battaglia del Sentino. Ciò è testimoniato dalla presenza di numerosi reperti archeologici di origine romana ritrovati nell'area, a valle, di Angeli di Mergo, un tempo denominata Castelluccio.
Divenne ufficialmente castrum, cioè luogo fortificato, nel XII secolo, pur dipendendo dal governo dalla confinante Serra San Quirico; come riporta il primo documento che menziona Mergo, datato 1172. Un altro del 1199 menziona che all'epoca era già castello ed aveva una sua chiesa maggiore, quella di San Lorenzo.
In un documento del 1233, il Rettore della Marca pronunziò una sentenza riguardate i confini tra i territori di Arcevia e di Serra, e Mergo rientrava nel territorio dell'ultima. 
Dal 1248, per qualche decennio, fu soggetta della vicina e potente Respublica Æsina, pur mantenendo un rapporto di subordinazione a Serra.
Mergo nel 1278 era "Villa" non più contrada semplice e dal secolo XIV cominciò ad avere una importanza maggiore. Tuttavia dipese sempre dal comune di Serra San Quirico, tanto che in occasione della festa di San Quirico gli uomini di Mergo portarono il palio in segno di sottomissione dal 1360 al XVIII secolo.
Nel 1425 appare la prima notizia che Mergo fosse Castello, senza mai avere autonomia amministrativa né religiosa. Un piccolo fascicolo in pergamena composto da otto fogli e ancora conservato nel Municipio, costituisce una sorta di "Statuto del Castello". Risale alla metà del XVI secolo e riporta precise disposizioni in settori dove gli statuti di Serra non rientravano in merito.
Una leggenda risalente al XVI secolo narra dell'uccisione del parroco del paese per mano dei mergani stessi, che provocò la sospensione e la sottomissione della parrocchia a quella di Serra San Quirico. Il movente sarebbe stato il furto di un calice d'argento nella chiesa di San Lorenzo, ma la verità non fu mai scoperta. La subordinazione che ne conseguì denota che tra le due comunità i rapporti furono spesso di natura conflittuale.
Nei secoli a seguire il castello venne curato attraverso lavori di manutenzione e i campi e i loro prodotti vennero salvaguardati. Esistevano depositi di grano amministrati da autorità pubbliche o confraternite, che distribuivano alle famiglie più povere il pane.
Una delle più antiche confraternite, creata nel seicento, fu la Compagnia del Santissimo Sacramento. Degli stessi anni c'è la Compagnia di San Rocco e la Compagnia del Santissimo Rosario. Posteriormente nacque la Confraternita del Preziosissimo Sangue.
Verso il settecento la famiglia degli Ombrosi prese il controllo del territorio di Mergo, per poi spostarsi nella zona adiacente.
Solo nel XIX secolo Mergo raggiunse la propria autonomia amministrativa e parrocchiale. Nel 1827, papa Leone XII tolse a Serra il castello di Mergo e lo eresse a comune con apposito decreto, istituendo anche la parrocchia di San Lorenzo. Cominciò così un incremento demografico della popolazione. Accadde, tuttavia, che Mergo perse nuovamente la sua indipendenza nel 1928 quando insieme a Rosora formò il comune Rosora Mergo. La riottenne definitivamente il 1º febbraio 1946.

## Monumenti e luoghi d'interesse
- Chiesa di San Lorenzo Martire

## Società

### Evoluzione demografica
Abitanti censiti

## Geografia antropica

### Frazioni
Mergo ha una sola frazione chiamata Angeli. Questa frazione confina con un'altra frazione omonima appartenente al comune di Rosora e quindi per distinguerle si usa chiamare l'una "Angeli di Mergo" e l'altra "Angeli di Rosora".

## Amministrazione
| Periodo        | Periodo        | Primo cittadino      | Partito                     | Carica  | Note  |
| -------------- | -------------- | -------------------- | --------------------------- | ------- | ----- |
| 17 giugno 1985 | 21 maggio 1990 | Roberto Bocci        | Indipendente                | Sindaco | [ 9 ] |
| 21 maggio 1990 | 14 agosto 1992 | Roberto Bocci        | Indipendente                | Sindaco | [ 9 ] |
| 14 agosto 1992 | 24 aprile 1995 | Ivo Micucci          | Partito Socialista Italiano | Sindaco | [ 9 ] |
| 24 aprile 1995 | 14 giugno 1999 | Augusto Ricci        | Alleanza dei Progressisti   | Sindaco | [ 9 ] |
| 14 giugno 1999 | 14 giugno 2004 | Augusto Ricci        | Lista civica                | Sindaco | [ 9 ] |
| 14 giugno 2004 | 8 giugno 2009  | Ferdinando Tiberini  | Lista civica                | Sindaco | [ 9 ] |
| 8 giugno 2009  | 26 maggio 2014 | Giuseppe Corinaldesi | Lista civica                | Sindaco | [ 9 ] |
| 26 maggio 2014 | 27 maggio 2019 | Antonio Cola         | Insieme per Mergo           | Sindaco | [ 9 ] |
| 27 maggio 2019 | 10 giugno 2024 | Luca Possanzini      | Lista civica                | Sindaco | [ 9 ] |
| 10 giugno 2024 | in carica      | Luca Possanzini      | Prima Mergo                 | Sindaco | [ 9 ] |